# 阿格列汀
阿格列汀（英語：Alogliptin）， 商品名为尼欣那，是一种二肽基肽酶-4（DPP-4）抑制剂类口服抗糖尿病药 ，由日本武田药品研发于2005年。与其他治疗2型糖尿病的药物一样，阿格列汀不会增加心脏病与中风的风险。与其他列汀类药物相似，阿格列汀几乎不会导致体重增加，并且导致低血糖的风险相对较低，有着适度的降糖活性。阿格列汀和其他列汀类药物一样常与二甲双胍合用，用于无法单独用二甲双胍控制血糖的病人。

## 临床研究
阿格列汀是一种二肽基肽酶-4（DPP-4）抑制剂，可以减缓肠促胰岛素激素GLP-1（胰高血糖素样多肽-1）和GIP（葡萄糖依赖性促胰岛素多肽）的失活速度。当血糖浓度正常或升高时，GLP-1和GIP 可通过涉及环磷腺苷的细胞内信号途径增加胰腺β细胞合成并释放胰岛素。  

### 已报告的不良反应
已报告的严重不良反应包括低血糖、急性胰腺炎、肝功能异常、 黄疸、Stevens-Johnson综合征、多形性红斑、横纹肌溶解症、肠梗阻、间质性肺炎。。临床试验仅发现了较低几率会导致轻度的低血糖。。
阿格列汀不会导致体重、心血管疾病的风险和心脏病风险的增加。

## 销售许可情况

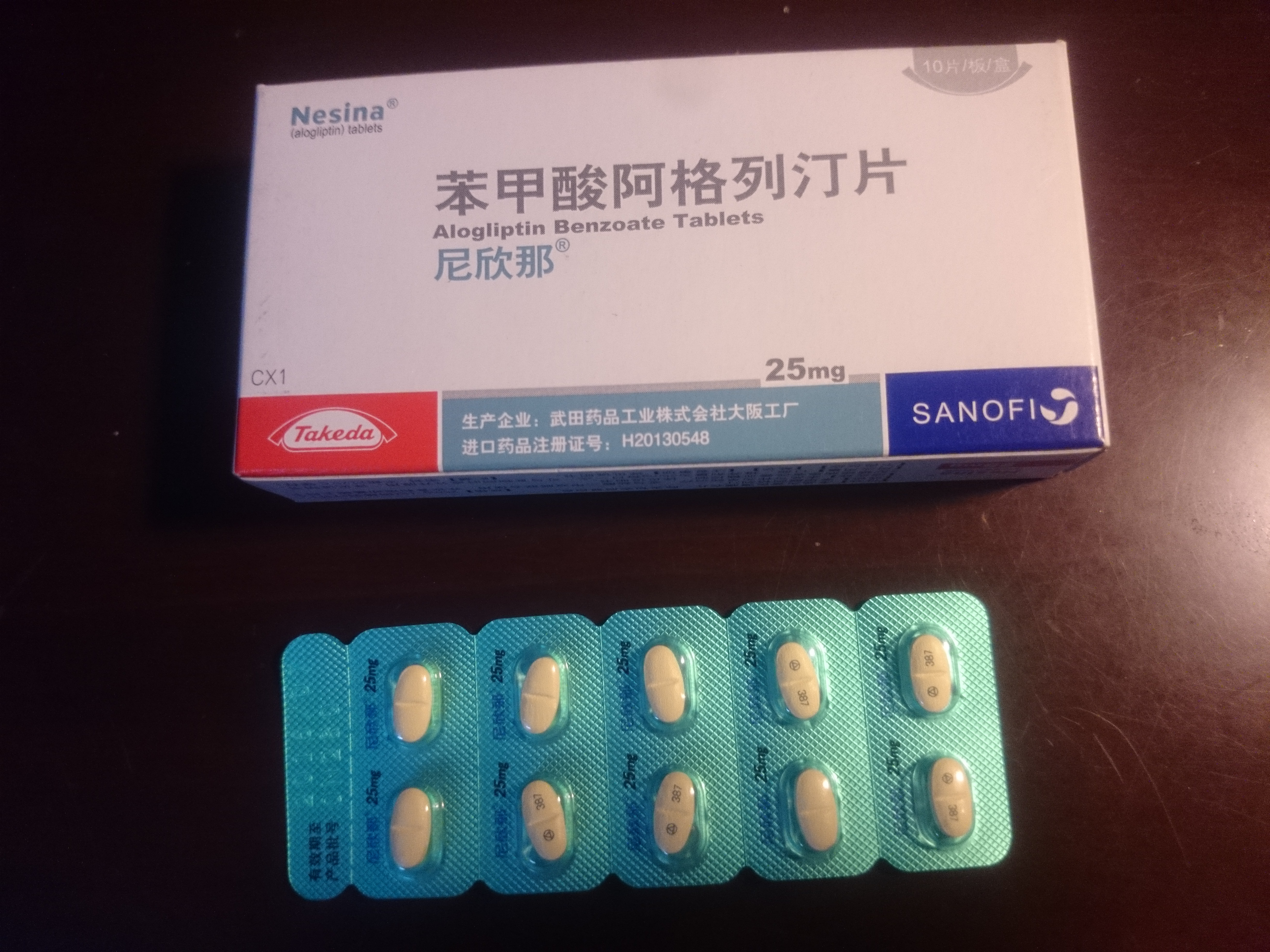
在中国大陆销售的尼欣那®苯甲酸阿格列汀片，规格为25mg * 10片

在III期临床试验取得了积极结果后，武田公司于2007年12月向FDA提交了新药申请。 2008年11月，武田公司也在日本申请了审批，并且在2010年4月通过了审批。2012年，武田公司得到了FDA的负面回应，理由为需要更多的数据。阿格列汀最终于2013年通过了FDA的审批。
阿格列汀于2013年11月在中国上市，商品名为尼欣那（Nesina），是目前（2015年）国内最晚上市的列汀类药物。

## 代谢
阿格列汀不经过广泛代谢，给药剂量的60-71%以原型通过尿液排泄。
在口服给予[14C]阿格列汀后，检测到2种次要代谢产物，N-去甲基化代谢物M-I（<1%母体化合物）和N-乙酰化代谢产物M-II（<6%，母体化合物）。M-I为活性代谢产物，对DPP-4的抑制活性与母体化合物相似；M-II对DPP-4或其他DPP相关酶均不具有抑制活性。体外数据显示，CYP2D6和CYP3A4参与阿格列汀有限的代谢作用。
阿格列汀主要以(R)-异构体（>99%）形式存在，在体内少量转化为(S)-异构体或不发生转化。在25mg剂量水平，未检测到(S)-异构体。

## 引用
1. ↑  Feng, Jun; Zhang, Zhiyuan; Wallace, Michael B.; Stafford, Jeffrey A.; Kaldor, Stephen W.; Kassell, Daniel B.; Navre, Marc; Shi, Lihong; Skene, Robert J.; Asakawa, Tomoko; Takeuchi, Koji; Xu, Rongda; Webb, David R.; Gwaltney II, Stephen L. . J. Med. Chem. 2007, 50 (10): 2297–2300. PMID 17441705. doi:10.1021/jm070104l.
2. ↑   (PDF). （原始内容 (PDF)存档于2018-11-01）.
3. ↑  .   [2015-08-27]. （原始内容存档于2015-09-24）.
4. 1 2  . 2014-10  [2015-03-26]. （原始内容存档于2016-08-10）.
5. ↑  Seino, Yutaka; Fujita, Tetsuya; Hiroi, Shinzo; Hirayama, Masashi; Kaku, Kohei, , Current Medical Research and Opinion, September 2011, 27 (9): 1781–1792  [April 26, 2012], PMID 21806314, doi:10.1185/03007995.2011.599371, （原始内容存档于2019-07-13）
6. ↑  Kutoh, Eiji; Ukai, Yasuhiro, , Endocrine, 2012January 17, 2012  [April 26, 2012], PMID 22249941, doi:10.1007/s12020-012-9596-0, （原始内容存档于2019-07-13）
7. ↑  Bosi, Emanuele; Ellis, G.C.; Wilson, C.A.; Fleck, P.R., , Diabetes, Obesity and Metabolism, October 2011, 13 (12): 1088–1096 (October 27, 2011)  [April 26, 2012], doi:10.1111/j.1463-1326.2011.01463.x, （原始内容存档于2015-04-02）
8. ↑  White WB, Cannon CP, Heller SR;  et al. . N. Engl. J. Med. October 2013, 369 (14): 1327–35. PMID 23992602. doi:10.1056/NEJMoa1305889.
9. ↑  White WB, Zannad F. . N. Engl. J. Med. January 2014, 370 (5): 484. PMID 24482824. doi:10.1056/NEJMc1313880.
10. 1 2  Grogan, Kevin, , PharmaTimes (PharmaTimes), April 26, 2012, PharmaTimes online  [April 26, 2012], （原始内容存档于2015-09-24）
11. ↑   (新闻稿). Takeda Pharmaceutical Company. January 4, 2008  [January 9, 2008]. （原始内容存档于2012-05-10）.
12. ↑  . Genetic Engineering & Biotechnology News. June 4, 2009.